# Jereem Richards
Jereem Richards, född 13 januari 1994 i Point Fortin i Trinidad och Tobago, är en friidrottare som tävlar i kortdistanslöpning. 

## Karriär
Vid VM 2017 blev Richards trea på 200 meter med tiden 20,11 – en tusendels sekund bakom tvåan Wayde van Niekerk och två hundradelar bakom vinnaren Ramil Gulijev. I stafetten på  4 × 400 meter vid samma tävling sprang Richards den andra sträckan när Trinidad och Tobago vann guldet.
I mars 2022 vid inomhus-VM i Belgrad tog Richards guld på 400 meter med tiden 45,00, vilket innebar ett nytt mästerskaps- och nationsrekord.